# Α-actinina
L'α-actinina (o alfa-actinina) è una proteina di legame, particolarmente abbondante in sarcomeri dei muscoli scheletrici.
Nelle cellule eucariotiche, l'alfa-actinina è associata alla actina tropomiosina nei primi stadi di differenziazione, partecipante alla costituzione della rete di microfilamenti. Inoltre, l'alfa-actinina partecipa con catenine e caderine nella comunicazione cellulare tra l'esterno (cioè, le strutture del citoscheletro e l'adesione cellulare).
Regola l'allineamento.